# Бісероплетіння

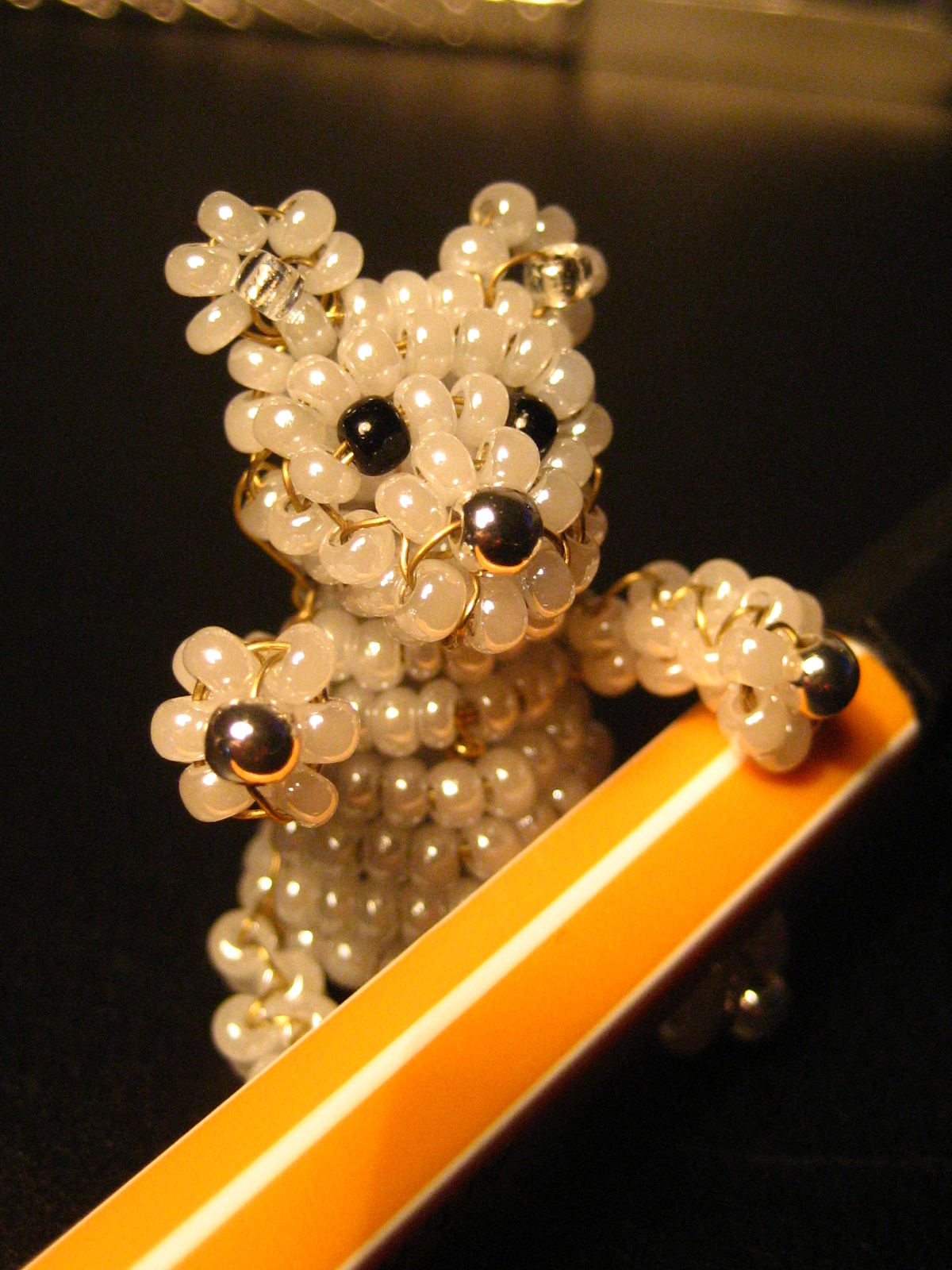

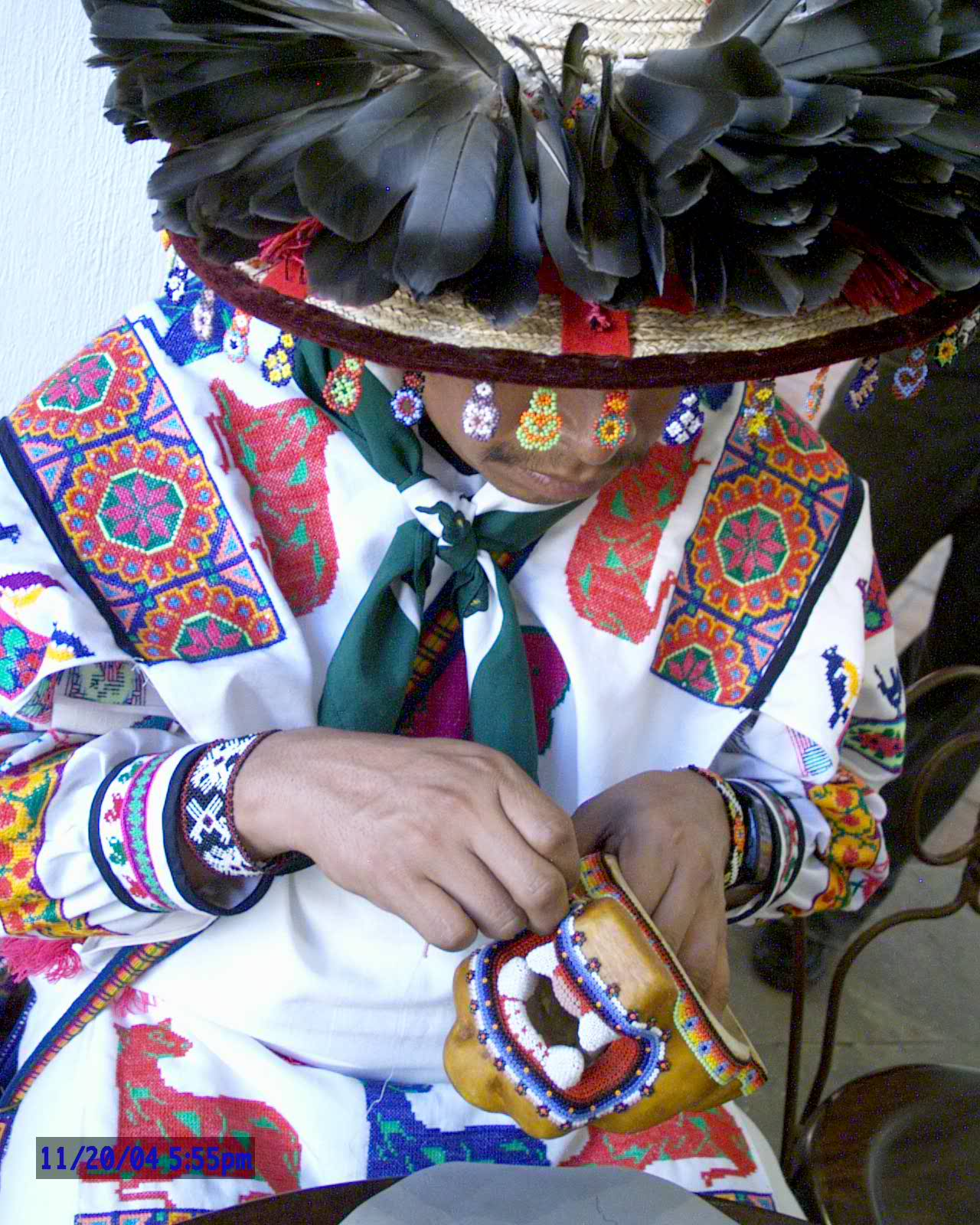

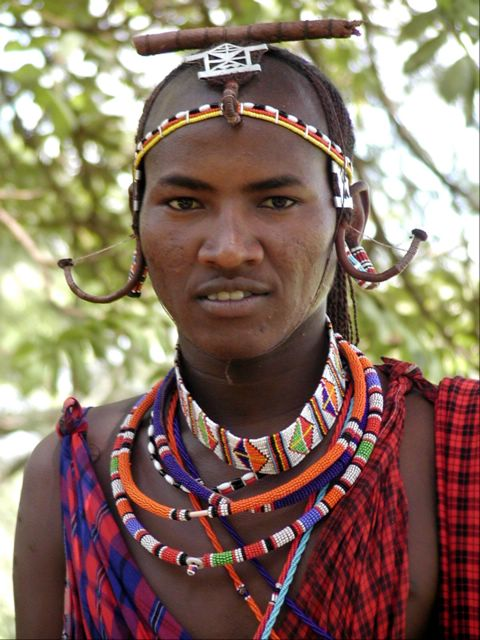
Кенія, чоловічі прикраси з бісеру

Вишивка бісером та бісероплетіння — це вид декору, при якому декоративні намистини за допомогою швейної або бісерної голки нанизуються на нитку або тонкий дріт, для формування або пришивання їх на тканину або прикріплюються до поверхні іншим способом. 
В якості бісеру застосовують намистини з різних матеріалів, форм і розмірів, які першопочатково виготовлялися з мушлі, кераміки або скла. Це декоративне мистецтво має тисячолітню історію. Використовувалося майстрами та жерцями у Стародавньому Єгипті і державних утвореннях Південної Африки, Індії та в Південній Америці, згодом в Європі. Історично такі роботи виготовлялися в релігійних цілях: молитовні вінки, талісмани-обереги. А також для торгівлі, бартеру та ритуального обміну подарунками. 
Існує багато різних технік роботи з бісером, таких як плетіння з переплетенням і без нього, бісероплетіння на нитці, вишивка бісером, в'язання бісером гачком і ін.

## Історичні етапи
Історично давно люди використовували різноманітні природні матеріали для виготовлення прикрас. На початку це було яскраво забарвлені «насіння» рослин, квіти та їх бутони, морські та річкові мушлі, різноманітні морські камінчики незвичної форми, також — коштовні і напівкоштовні камені, і нарешті, металеві і скляні намиста.
- Найдавніші намистини, вік яких перевищує 40 000 років, були знайдені американськими археологами при розкопках у Кенії (Африка).
- Стародавня Русь вважається царством скляних намист та браслетів, скроневих кілець: доля їх серед найдених при розкопках перевищує дві третини. Потім ідуть намиста бурштинові, із сердоліку, кришталю, аметисту, а також із кістки, глини, бронзи, срібла і золота.
- Починаючи з ХІ ст. на Русі одним з найулюбленіших матеріалів для ремесла бісероплетіння були морські та річкові перлини. Їх використовували для оздоблення ікон, жіночого та чоловічого одягу, тіар для священиків.
- Перлина була головним матеріалом для майстринь, які працювали в царських «світлицях», де шився одяг для членів царської родини, вироблялися подарунки для церкви і монастирів.
- Пізніше з цією ж метою почали використовувати бісер. Спочатку ним лише підкреслювали контур малюнка перлових і золотошвейних робіт. Найбільша кількість кольорів бісеру була створена в Західній Європі в XIX ст. Особливо прославились майстерні по виготовленню бісеру та стеклярусу в Богемії (сучасна Чехія). При реставрації речей з бісеру і зараз часто використовують бісер з скляних майстерень Чехії через досить широкий спектр товарного бісеру. Найкращим вважають бісер японського виробництва[3].
- Вироби з бісеру прикрасили закладки для книг, гаманці, сумочки, картини, підсвічники, письмове приладдя — все це робилося з індивідуальними смаком. Досить модними були бісерні панно, на яких зображали міські і сільські пейзажі. Дуже часто в таких виробах вишивальниці копіювали роботи видатних художників. Відомі унікальні речі твори мистецтва в техніці бісероплетіння — наприклад, скатертини.
- Намистини по різному поєднують з основою — шитвом, плетінням, інкрустацією, ткацтвом, аплікацією (коли готовий невеликий твір нашивають на тканину іншого характеру. Виробами з бісеру прикрашали також меблі (камінні екрани, стільці, столики). В Російській імперії бісероплетіння мало значне поширення в добу сентименталізму, ампіру, еклектики. Вироби тої доби тяжіють до емблем, гірлянд, зображень квітів і рослинних орнаментів, метеликів, іноді з додатками написів і посвят.

- Існувала низка підручників та альбомів зразків для майстринь бісероплетіння. Ці альбоми зразків та стародавні вироби з бісеру увійшли до експозицій багатьох музеїв Європи як характерна риса доби кінця 18 — середини 19 століть.

## Африканські традиції
Існують традиції вишивання бісером серед етнічних груп по всій Африці, де можуть використовуватися природні матеріали, такі як кістка та мушлі, або імпортні та місцеві скляні намистини. Вишивкою бісером можна прикрасити головні убори, маски, одяг, кошики, статуетки тощо. Південноафриканський народ ндебеле може, наприклад, демонструвати громадянський статус через різноманітні спідниці та плащі, розшиті бісером.
Намистини агрі (також їх називають aggri або aggrey) — це різновид декорованого скляного бісеру, які люди з Гани та інших країн Західної Африки використовували для виготовлення намист і браслетів, які обмінювали на інші товари. Вважається, що ці перлини мають магічну силу, пов'язану з родючістю. У Мавританії існують намистини з скляного порошку кіффа, що представляють традицію, яку можна простежити ще з 1200 року. Жіночі групи відродили це ремесло після того, як у 1970-х роках померли останні майстрині традиційної кіффи. Камерунські жінки відомі виготовленням дерев'яних скульптур, вкритих бісером.

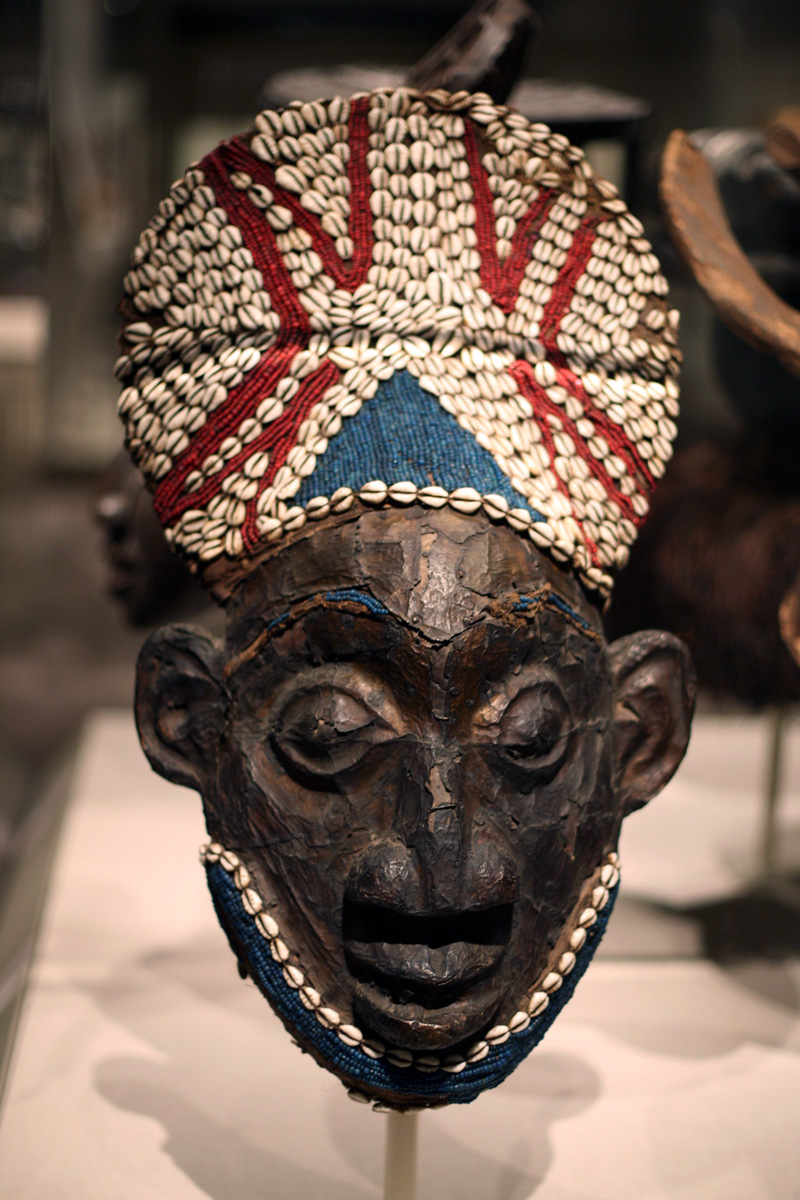
Маска з бісером від народу Бамун із Камеруну, виготовлена приблизно у 1880 році.
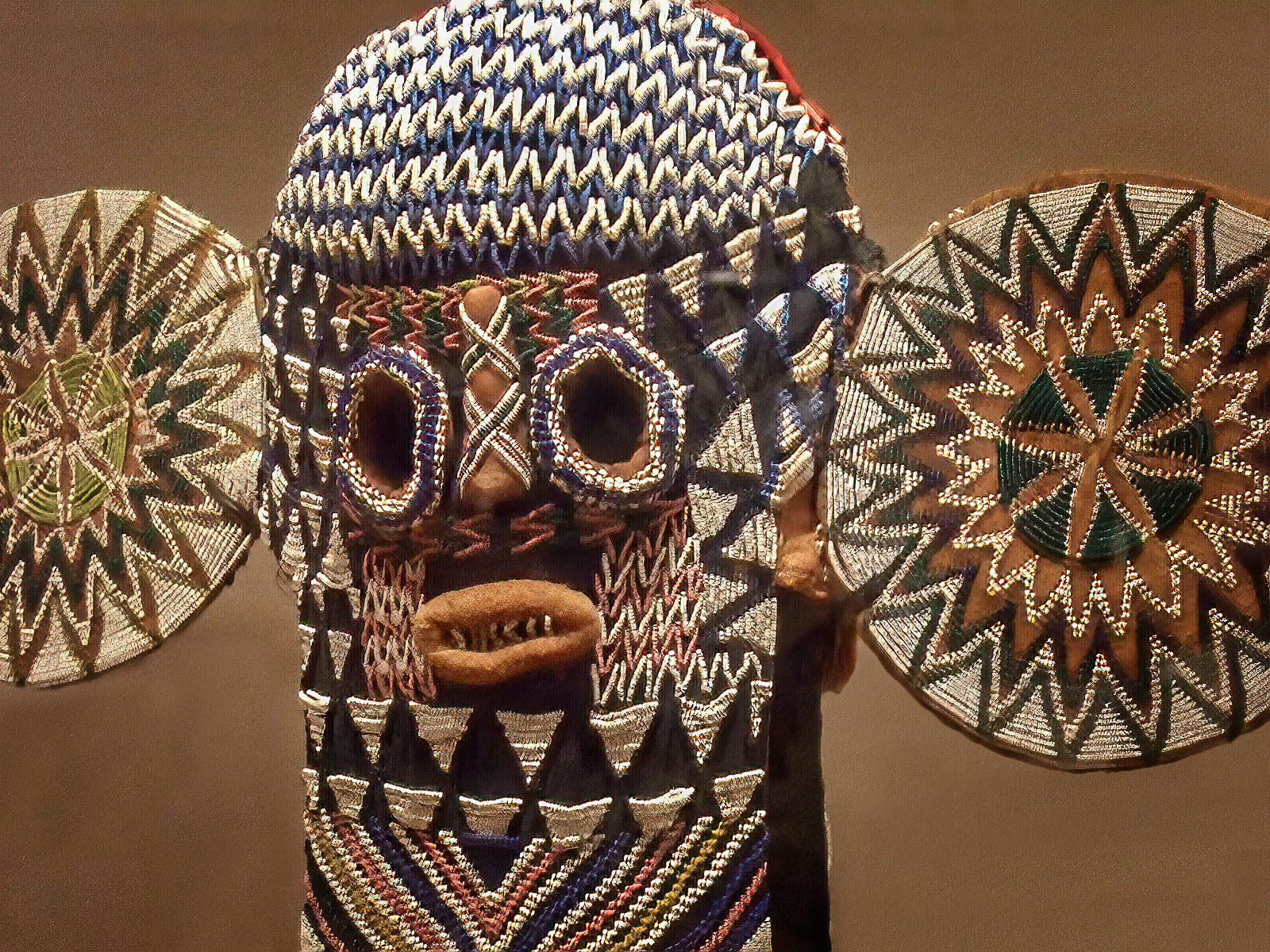
Маска слона, прикрашена скляними намистинами від народу Бамілеке в Банджуні в Камеруні (приблизно 1910–1930 роки).
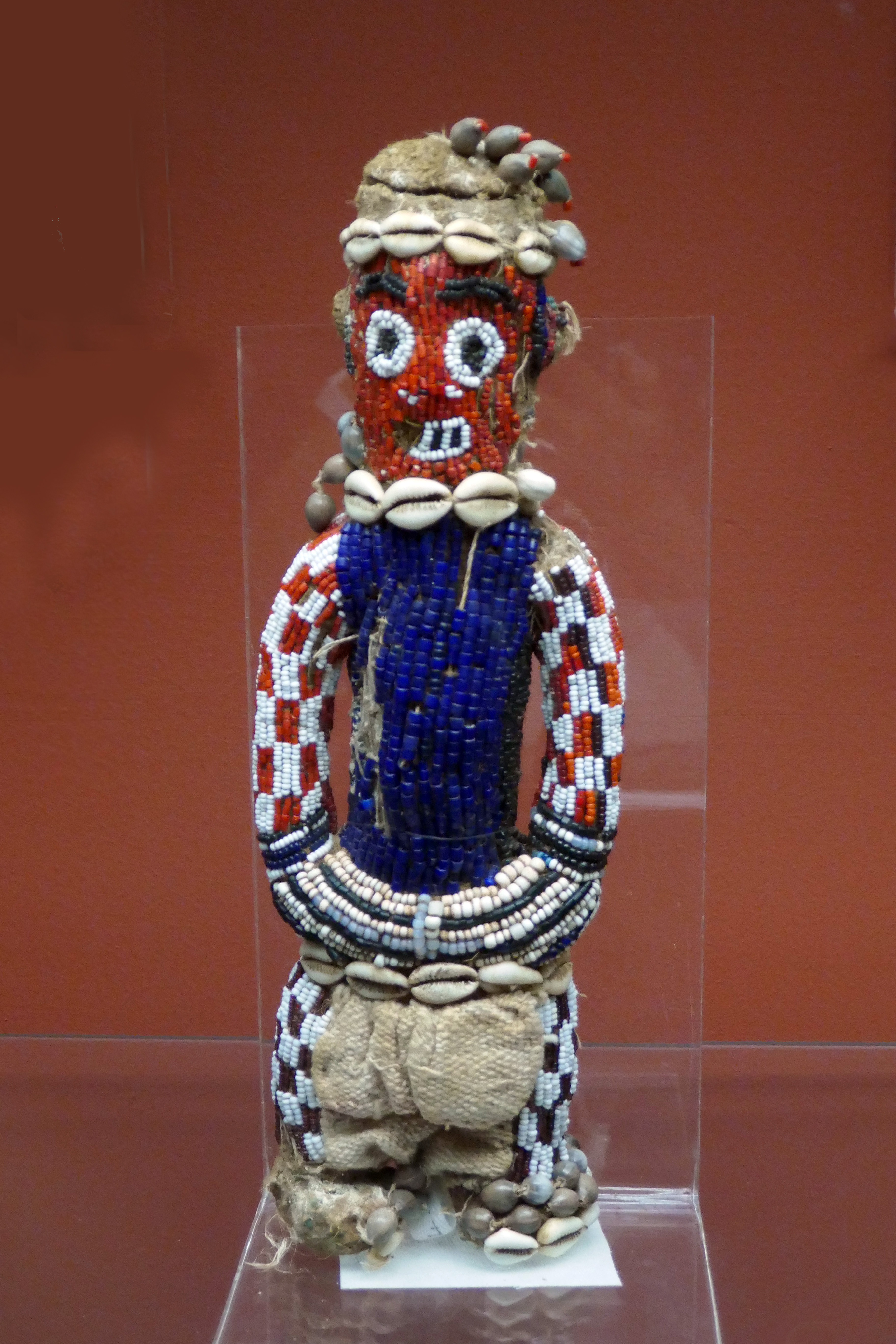
Статуя Бамуна, прикрашена перлами (20 століття).
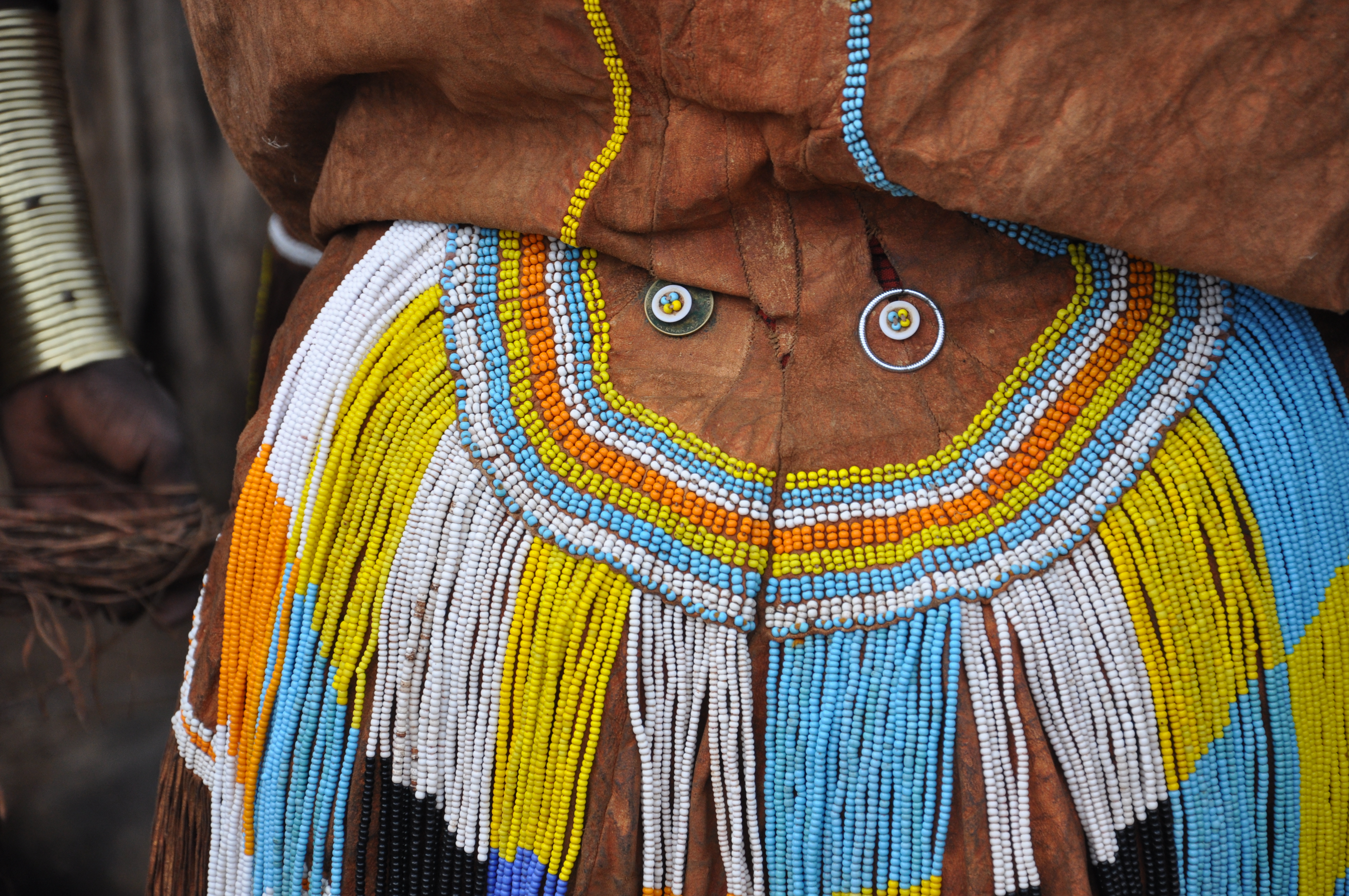
Прикраса з бісеру на традиційному костюмі жінки датега в Танзанії.
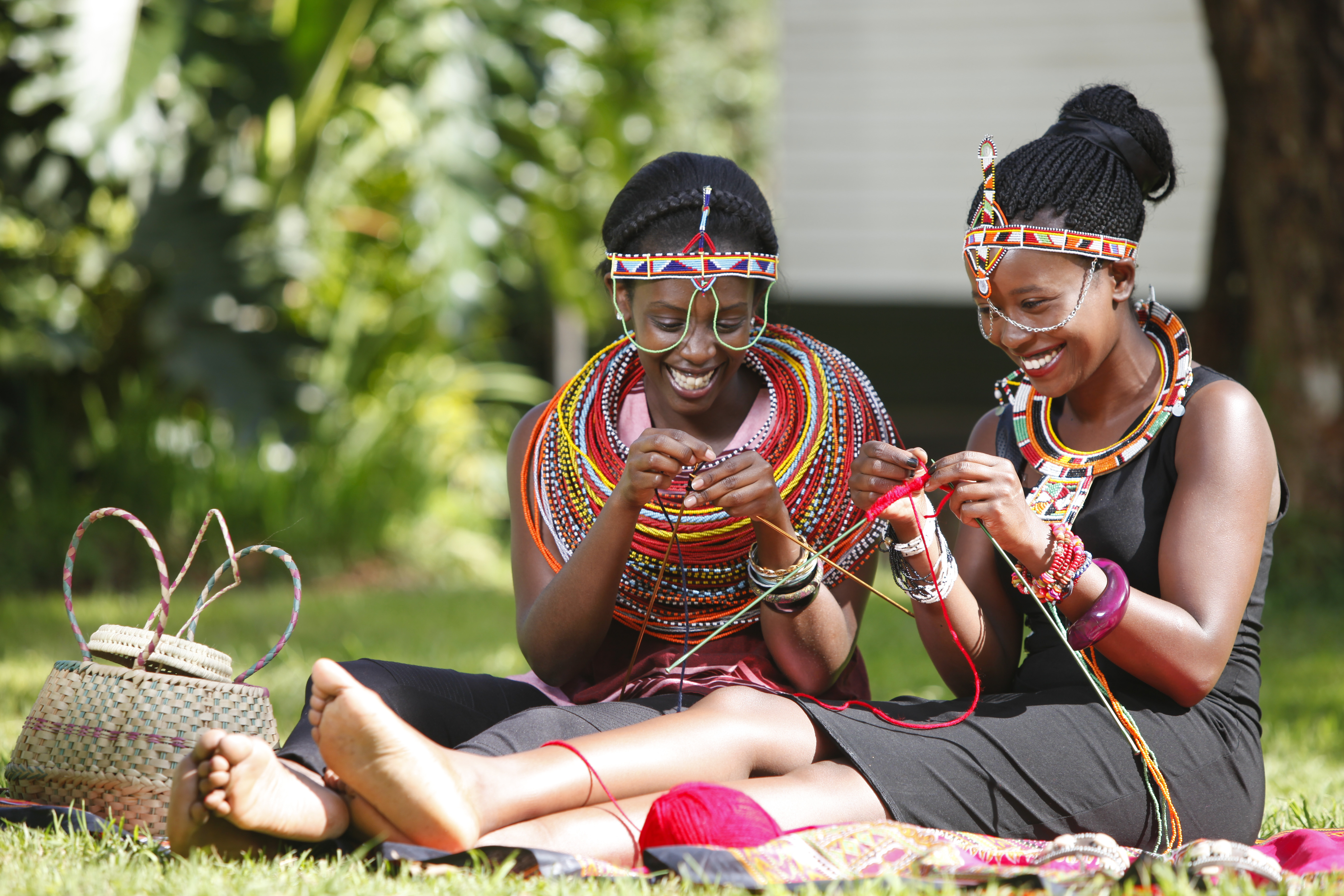
Жінки в Кенії з традиційними перлинними прикрасами.
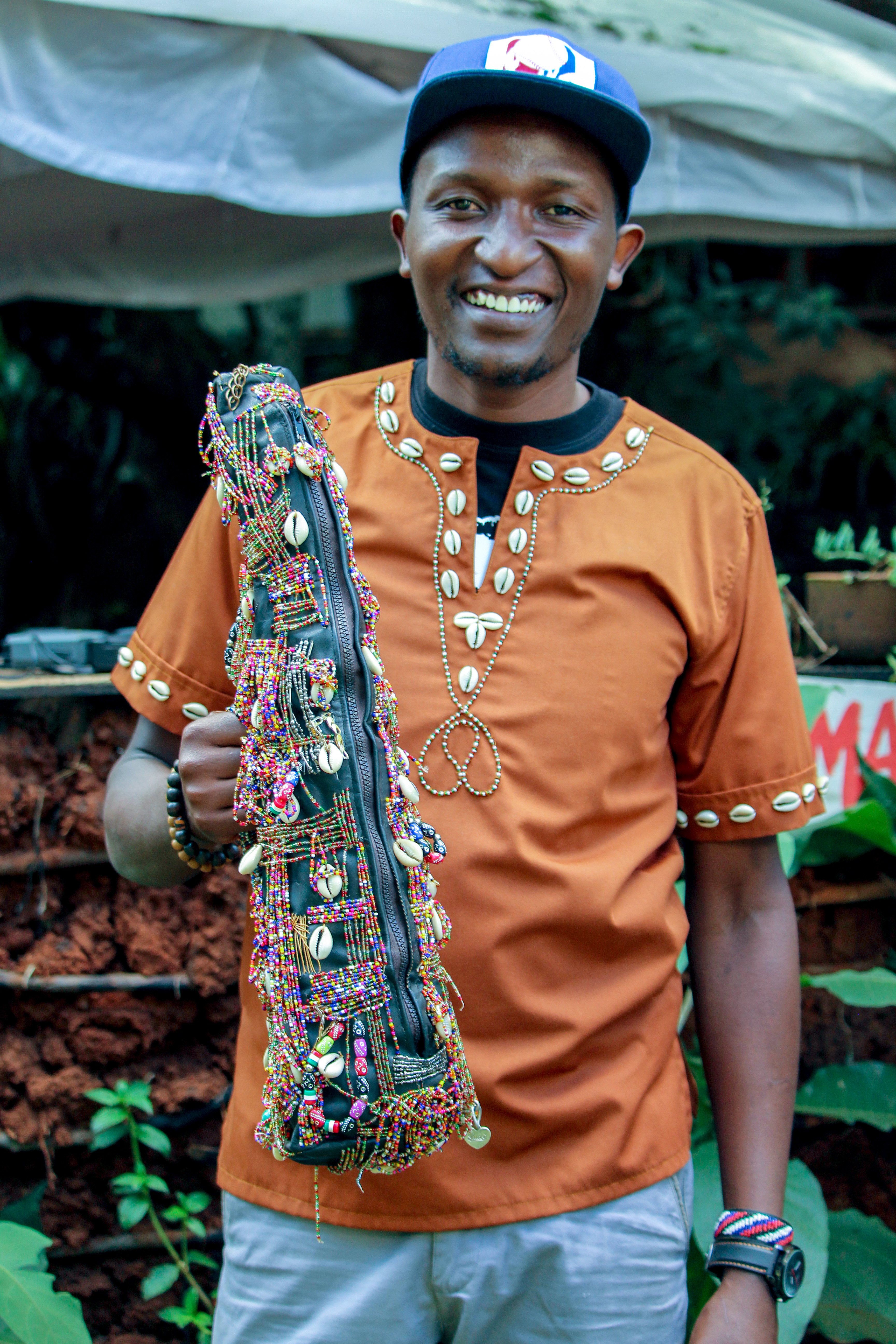
Чоловік із традиційним музичним інструментом у сумці, прикрашеній перлами, у сорочці з перлинними прикрасами.

## Азійські традиції
У різних етнічних групах людей в Азії існують різні форми роботи з бісером. Китайська вишивка також включає вишивку перлами, де техніка Сямень особливо відома образними мотивами з тінями та тривимірними ефектами. Народ Перанакан (китайсько-малайський) особливо відомий взуттям з вишивкою перлами, хоча вони також прикрашали перлами одяг та меблі. Поширеними мотивами є квіти та тварини з символічним значенням. Бісероплетіння з Борнео часто характеризується вигнутими лініями з мотивами, натхненними тваринами, як правило, чорним, жовтим і червоним бісером. Народ оранг-улу з Саравака на Борнео може прикрашати одяг, обладнання та кошики вишивкою бісером, яка може зображати людей, тварин і міфічних істот, рослини та геометричні візерунки.

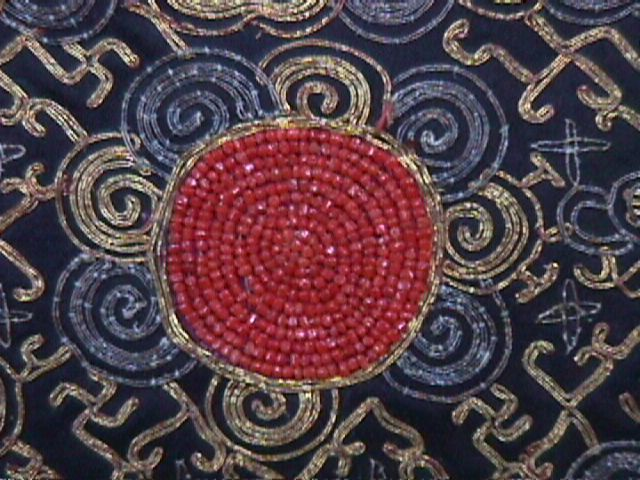
Китайська вишивка сонця кораловим бісером і металевою ниткою з офіційного значка династії Цін.
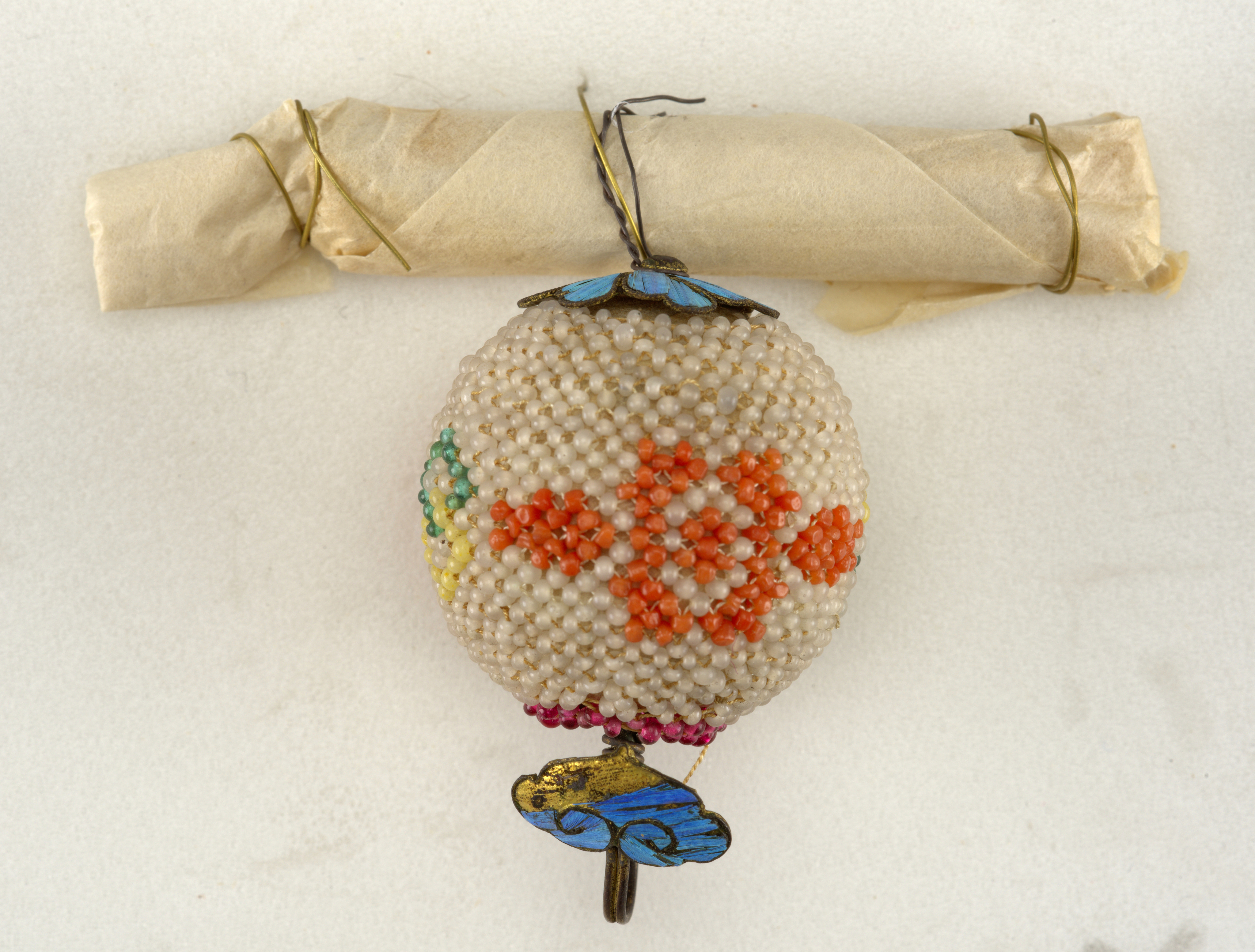
Китайський ґудзик 19 століття, вишитий бісером.
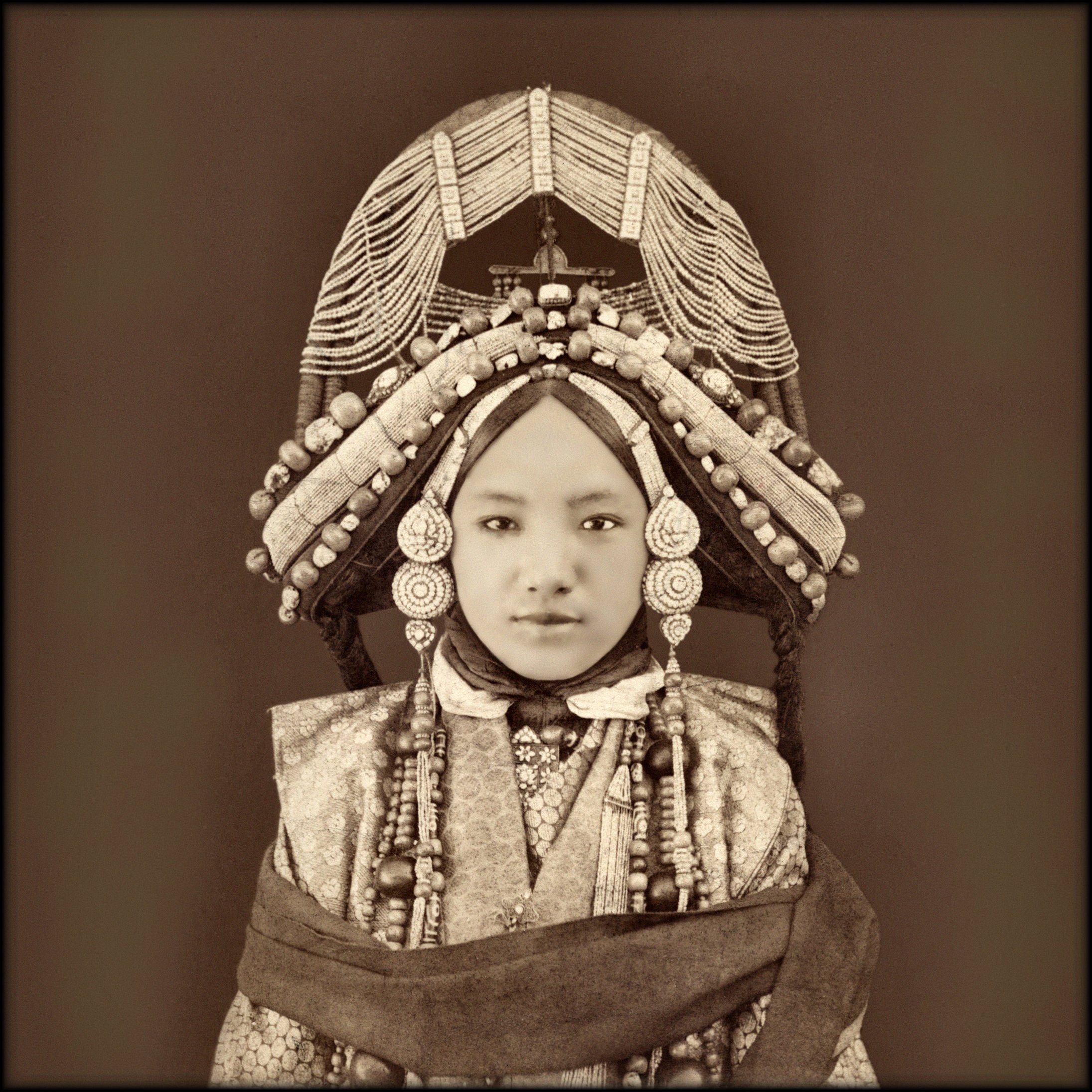
Тибетська принцеса близько 1879 року в головному уборі з бісеру.
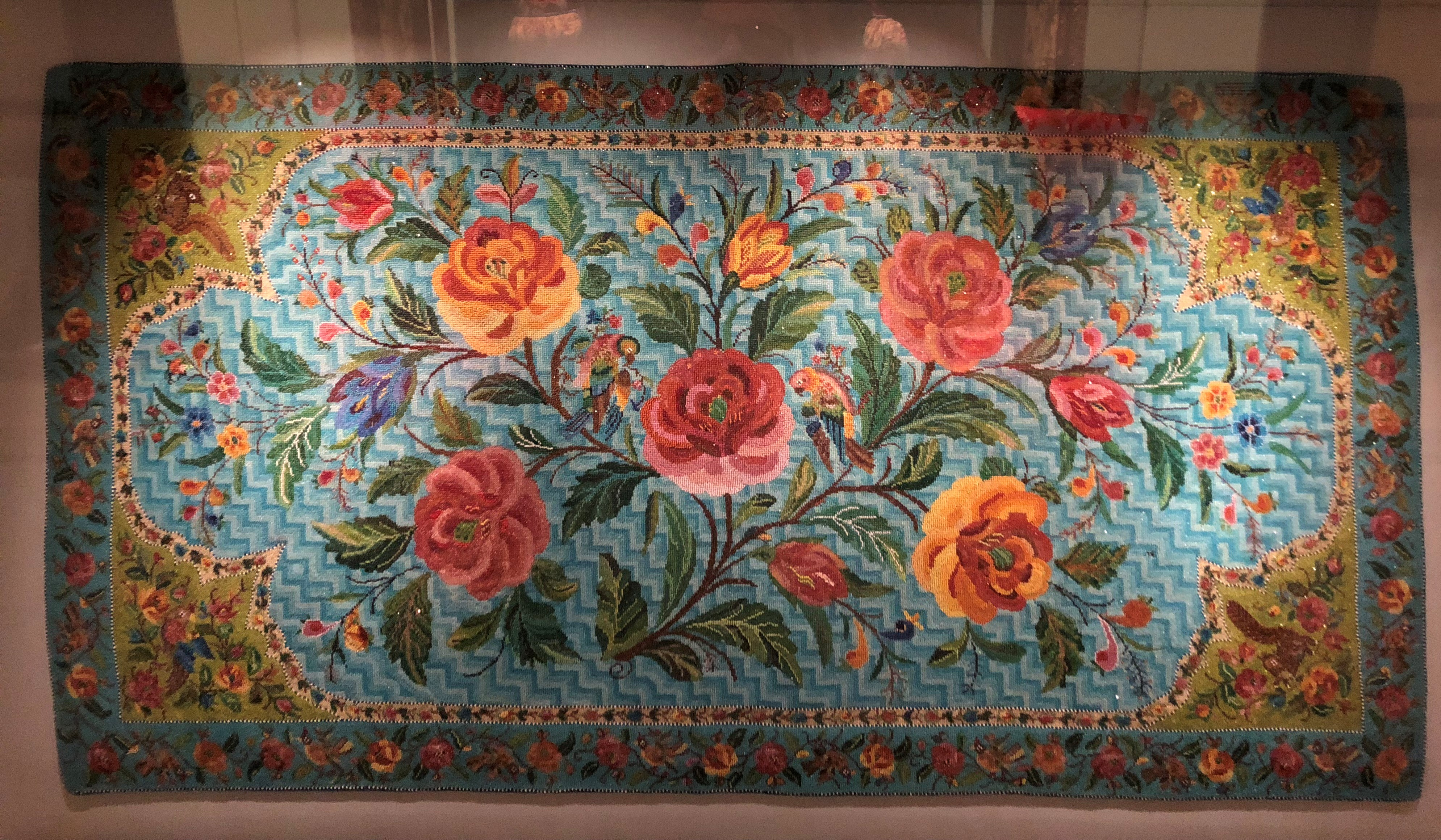
Скатертина 1910-х років, оздоблена бісером у перанаканському стилі.
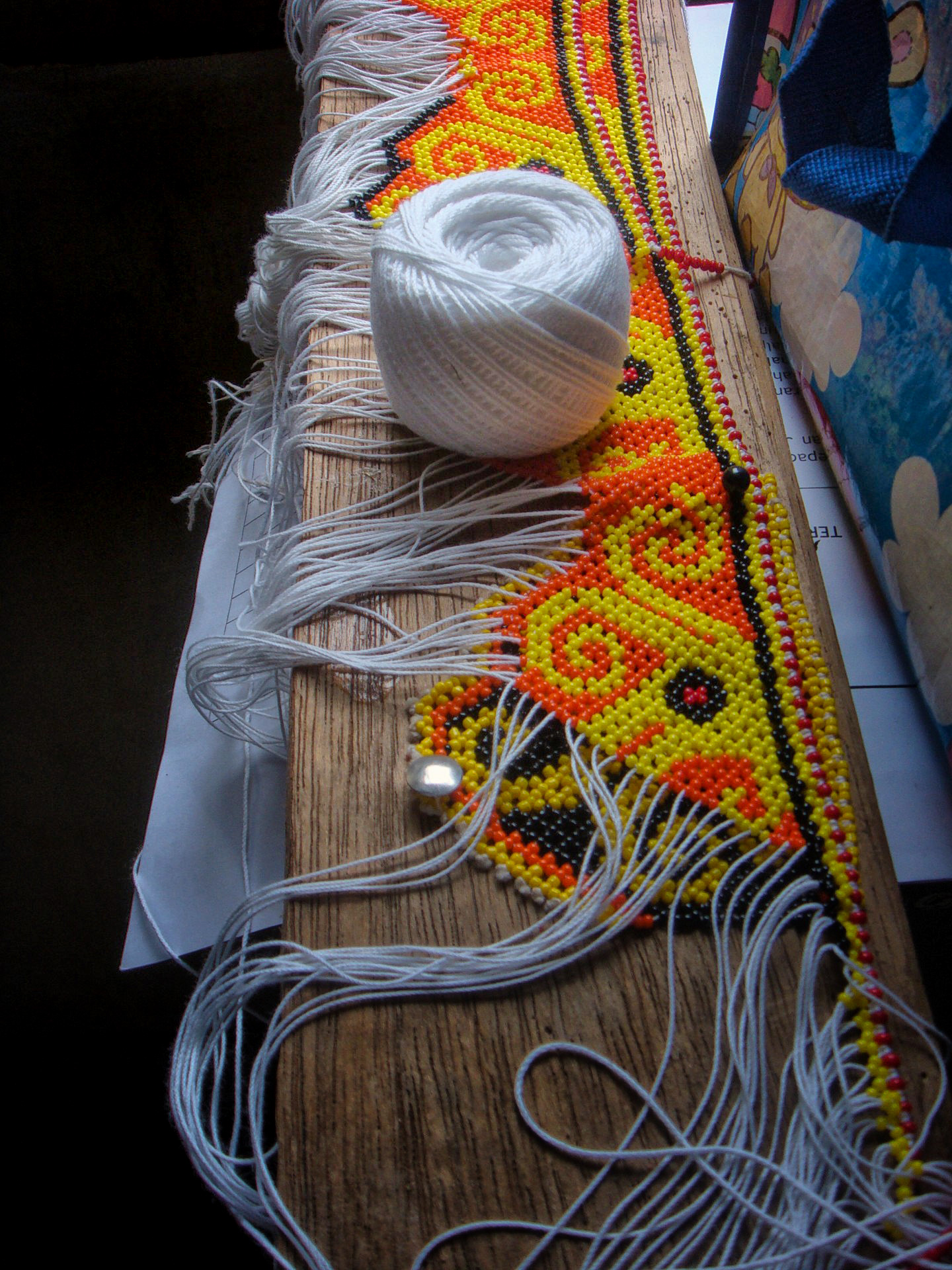
Бісер в Саравак

## Європейські та українські традиції

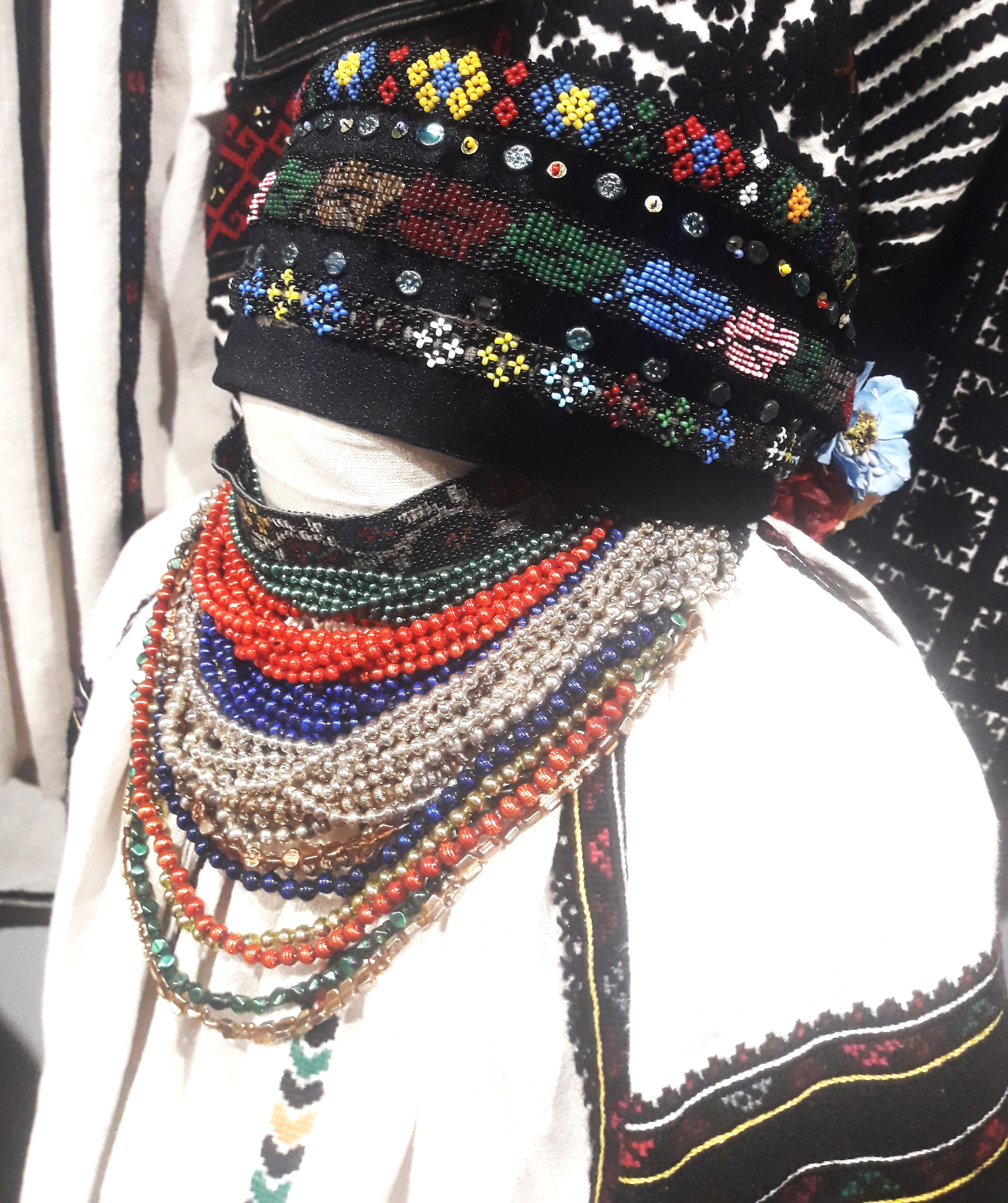
Жіночий головний убір з бісером. Музей традиційного українського одягу приватної колекції Роксоляни Шимчук.

Найдавніші згадки про виробництво скла знайдені в давніх африканських та азійських країнах: Єгипет, Фінікія, Сирія, Індія, Персія, Асирія, Вавилон, Месопотамія, згодом виробництво скла поширилося на країни Західної Європи. Склоробство було ремісничою справою у кельтів, також у гирлі Дніпра, згодом центром скловаріння став Рим. Після перенесення столиці Риму до Константинополя традиції скловаріння були перенесені до Візантії. 
Поодинокі знахідки бісеру виявлені в добу Трипільської культури, та більше бісерних прикрас археологи знайшли на території давньогрецьких колоній Північного Причорномор`я. Перші знайдені на території України свідчення скляного оздоблення датують біля ІІІ ст. до н.е. в Трипіллі. По території України вироби з бісеру були поширені в ІV - V ст. до н.е. Скіфи та сармати прикрашали одяг бісером. Скіфи виготовляли мониста та браслети-пов'язки. Сармати нашивали бісер також на головні убори, коміри, нагрудні частини одягу, пояси та взуття. 
В часи Київської Русі перли, коштовне каміння, та бісер, крім оздоблення одягу та виготовлення прикрас, використовували для оздоблення виробів релігійного призначення: церковного одягу, ікон. 

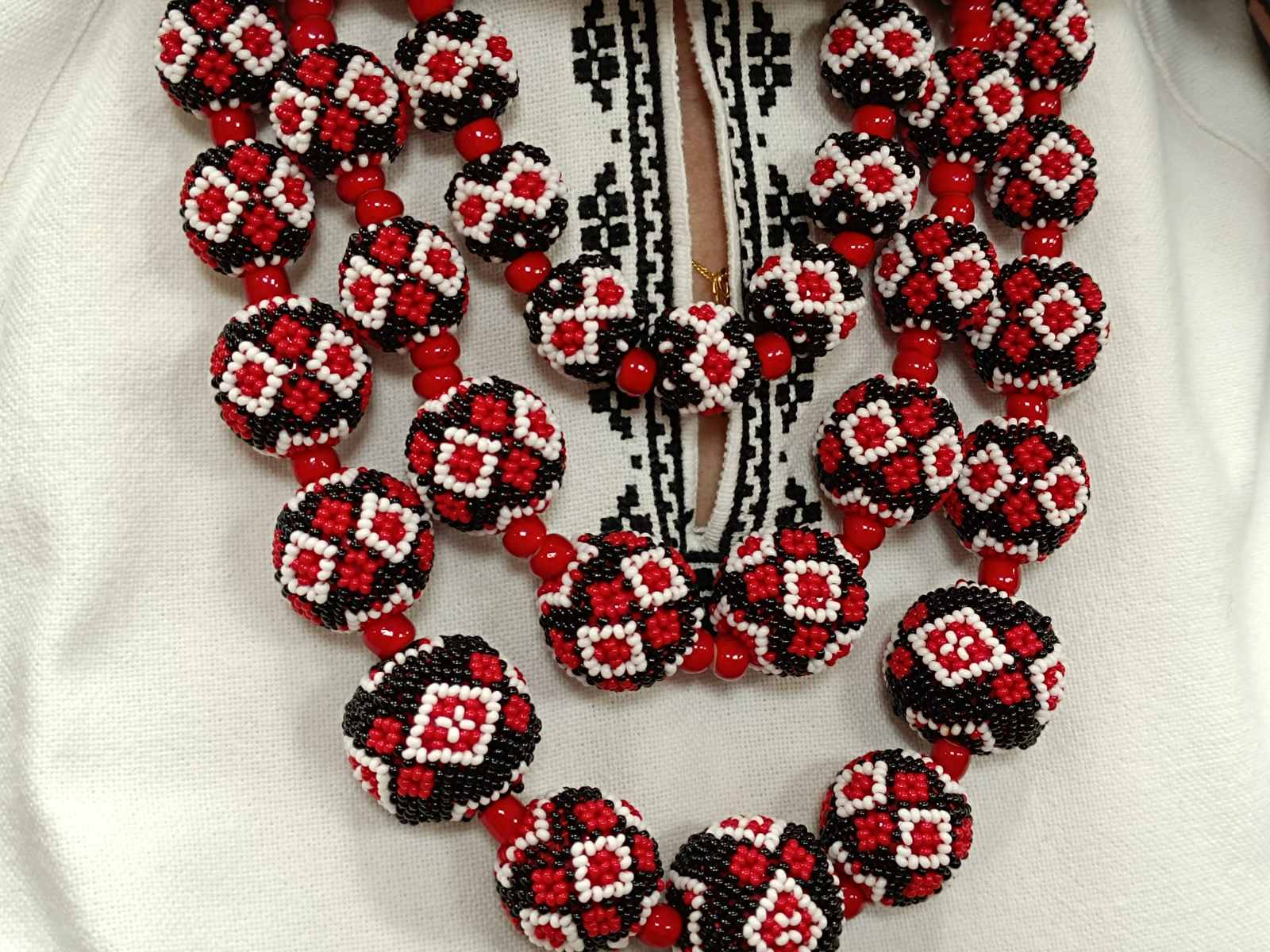
Намисто кульками з бісеру, Україна, майстриня Ірина Білик

Надалі, в XV-XVII ст. визнаним експортером вишуканого бісеру  — венеційського скла  — стала Венеція. Частина венеційських майстрів переїхали до міста Мурано, після чого вони почали виготовляти муранське скло. Інша частина венеційців-майстрів  —  переїхали до Нідерландів, де почали масове виготовлення бісерних прикрас.
Згодом, відомим стали виробники скла у чеській Богемії. Та конкуренцію бісеру крім коштовного каміння, перлів  та біжутерії склали кристали Swarovski.
В XVIII столітті в Росії, де технологія виробництва скла була ще не відома, відкрилася перша фабрика зі скловаріння, яку відкрив М.В. Ломоносов. Технології скловаріння росіянам допомагали тоді освоювати українці.
У Франції зародилося мистецтво виготовлення бісерних квітів.

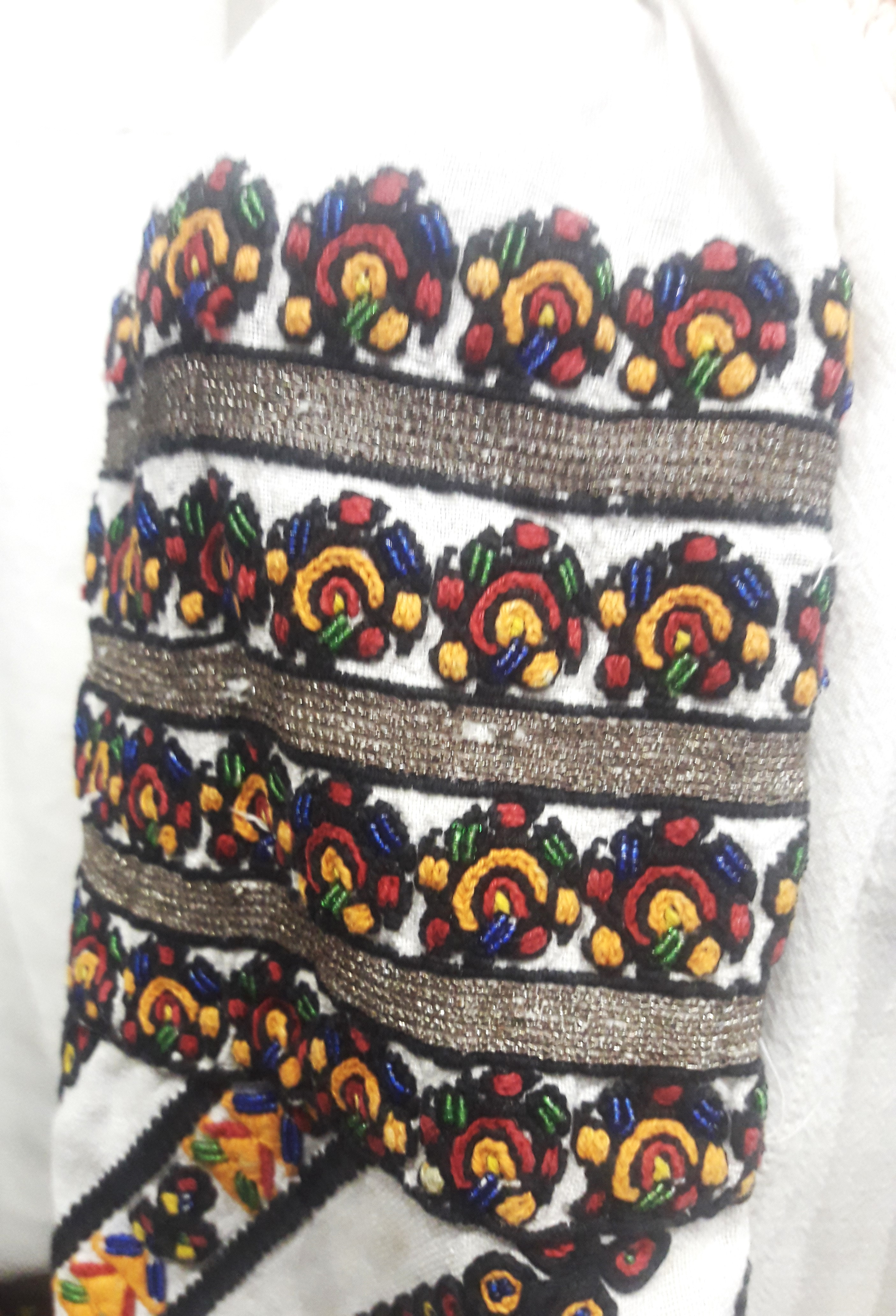
Рукав жіночої сорочки з вишивкою бісером. Музей традиційного українського одягу приватної колекції Роксоляни Шимчук.

Вироби з бісеру експонувалися на ярмарках та міжнародних виставках в багатьох європейських країнах: Австрії, Англії, Німеччині, Франції, Чехії, Білорусі, Литві.
Українське народне бісероплетіння розвивалося через моду та поширення бісероплетіння у Західній Європі.
Українські майстрині наразі використовують у своїх роботах сучасні узори а також відновлюють народні традиції через автентичні узори, та використовують у  своїх роботах сучасні європейські тенденції. 

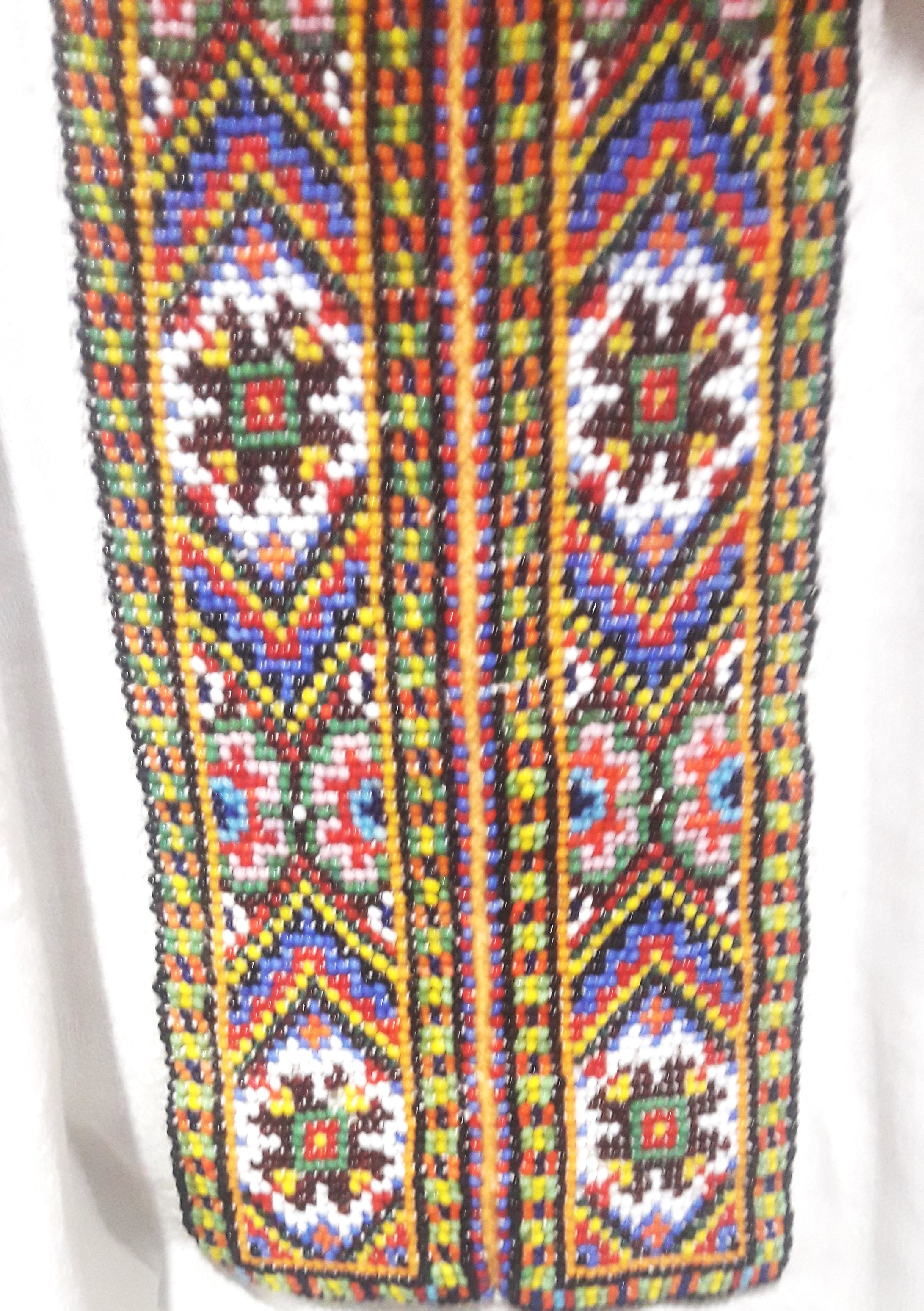
Вишивка бісером на чоловічій сорочці. Музей традиційного українського одягу приватної колекції Роксоляни Шимчук.

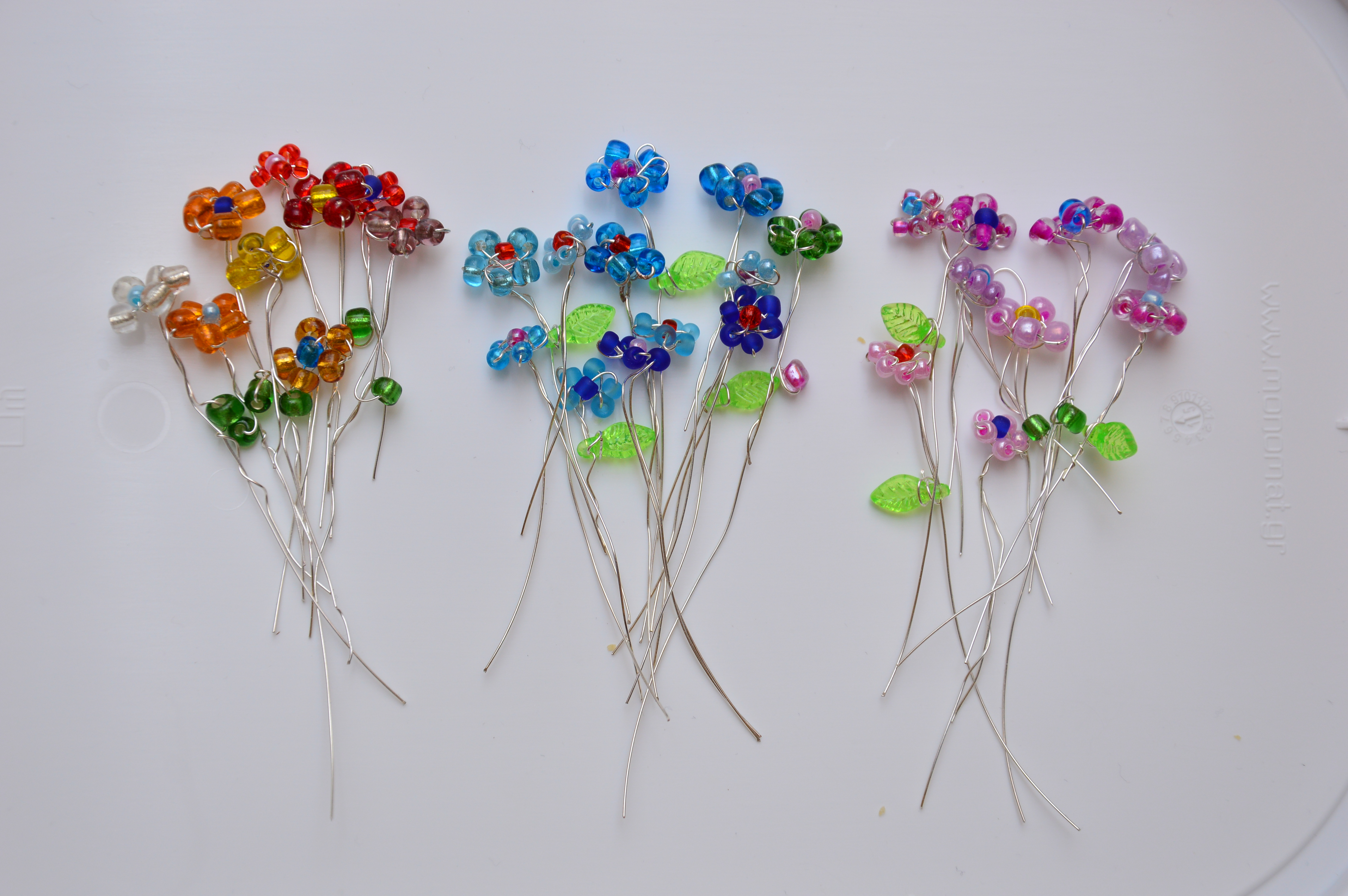
Штучні квіти, що виготовлені в європейській техніці бісероплетіння.